# Red Button
Red Button — утилита с закрытым исходным кодом для оптимизации и очистки 32-битных и 64-разрядных операционных систем Microsoft Windows, разработанная компанией «Pothos».

## Описание
Утилита предоставляет инструмент для оптимизации и очистки операционных систем семейства Windows. В число её возможностей входят очистка системы от мусора, благодаря чему происходит уменьшение занимаемого дискового пространства, изменение скрытых системных настроек, увеличение скорости работы и загрузки программ/системы, сканирование и исправление ошибок в системном реестре, улучшение производительности игровых программ, удаление/скрытие встроенных компонентов Windows, завершение динамических библиотек, которые на данный момент не используются.
Весь механизм программы для оптимизации системы запрограммирован в одной кнопке, действия которой можно настроить в параметрах утилиты. Также Red Button поддерживает опции командной строки.
В настоящее время поддерживаются следующие операционные системы: Windows XP, Windows Vista, Windows 7, Windows 8 (x86), Windows 10 (x86), включая 32- и 64-битные редакции.

## Возможности

### Очистка диска

#### Вкладка «Система»
- Результаты сканирования системы.
- Инсталляторы загруженных и установленных файлов программ.
- Загруженные и установленные файлы программ.
- Файлы, выброшенные обновлением Windows.
- Дампы памяти.
- Файлы предвыборки.
- Список недавних документов.
- Корзина.
- Верняя часть «Меню Пуск».
- Временные файлы.
- Эскизы.
- Журналы Windows.

#### Вкладка «Приложения»
Позволяет удалять данные, собираемые различными приложениями, установленными в системе, включая Adobe Flash Player, Firefox, Opera, Internet Explorer, Safari, Google Chrome.

#### Вкладка «Шаблоны»
- Пустые папки. (Последняя версия программы не понимает ссылки (Juncti), считая их пустыми директориями и удаляет, что соответственно ломает половину структуры папок Windows 7-10, делая систему не рабочей).
- Устаревшие ярлыки.
- Пустые файлы.
- Резервные копии различных расширений файлов.
- Журналы.
- Отчёты об ошибках.
- Резервные копии.
- Временные файлы.

#### Вкладка «Прочее»
Позволяет удалять любые файлы и папки, указанные пользователем. При указании файлов для удаления могут использоваться как пути («Добавить файл», «Добавить папку»), так и маски («Добавить маску»).

### Очистка реестра

#### Вкладка «Ошибки»
- ActiveX и Class.
- Приложения.
- Пути приложений.
- Расширения файлов.
- Шрифты.
- Установленные приложения.
- Файлы справки.
- Отсутствующие общие DLL.
- Кеш MUI.
- Отсутствующие приложения.
- Автозагрузку.
- Звуки событий.
- Упорядочивание меню «Пуск».
- Деинсталляция программ.

#### Вкладка «История»
- Диалоги Открыть/Сохранить.
- DirectX.
- Проводник (StreamMRU/UserAssist).
- Paint.
- Редактор реестра.
- Подключение к удалённому рабочему столу.
- WordPad.

### Компоненты ОС
- Удаление многочисленных встроенных компонентов Windows.

### Настройка быстродействия
- Автоматическое завершение зависших приложений, служб и DLL из памяти.
- Выключить автоматическое обновление Windows.
- Выключить брандмауэр Windows.
- Выключить подсистемы POSIX.
- И многое другое.